# Lucila Rada
Lucila Rada Vivanco (Buenos Aires, 16 de noviembre de 1981) es una cantante, compositora, actriz y presentadora de televisión argentina nacionalizada uruguaya.

## Biografía
Nacida en 1981, es hija del reconocido músico uruguayo Rubén Rada y de la excantante y empresaria argentina María Fernanda Vivanco Ferreira. Es hermana de los también músicos Julieta Rada y Matías Rada. Ha vivido en Buenos Aires, México y, actualmente, en Montevideo. 

### Carrera musical
Estudió canto con Mona Fraiman, integrante de Las Blacanblus, siendo además invitada en algunas de sus presentaciones. Siendo aún una niña tuvo primer trabajo profesional, a los 8 años, cuando grabó voces para el álbum Flavia está de fiesta de Flavia Palmiero.
Participó como corista de Los Helicópteros, en su regreso a los escenarios en el 2005, y cantó como invitada en recitales de Los Piojos en 2006. Ha formado parte del musical infantil Rada para niños durante dos temporadas en Montevideo, Córdoba y Buenos Aires y de la banda de Rubén Rada como corista, participando de la grabación de sus discos Richie Silver (EMI, 2006) y Bailongo (SONY BMG, 2007).
En el año 2010, publica su primer disco solista, producido por Francisco Fattoruso, llamado Después de las mañanas. Fue grabado, mezclado y masterizado en Atlanta y tiene un sonido de claras influencias del funk y del pop-rock.
Luego de un impasse en el que se dedica a la conducción televisiva en Uruguay, pasa a integrar el trío La Trenza junto a Gustavo Montemurro y Claudio Martínez, una banda de fusión de ritmos latinoamericanos, publicando su primer disco llamado Psicodelia latina en el 2015.
El mismo fue editado bajo el sello Perro Andaluz y producido por Rubén Rada, en el se pueden encontrar diversos ritmos como candombe, guaino, baladas del estilo de las rancheras, pop y algo de funk, y fue presentado en Montevideo bajo el título de Psicodelia latina en un boliche bailable de la ciudad llamado Polo Prado.Además del trío, en el disco participan algunos músicos invitados como ser Matías Rada, Nacho Mateu, Nicolás Ibarburu, Martín Ibarburu y Rubén Rada.
En el 2016 es rebautizado como Hoy me quiero divertir y firmado por Lucila Rada y La Trenza. Gustavo Montemurro aparece como autor de casi todos los temas de un disco que fue pensado para bailar. 
Fue nominado a Mejor álbum de música Pop Latino de los Premios Graffiti 2016 junto con los álbumes "Allegro" de Rubén Rada, "Descalzo" de Sirilo, "Pilladamente tropical" de Pa´ntrar en calor y "Todo comenzó bailando" de Marama.

#### Discografía
- 2010, Después de las mañanas
- 2015, Psicodelia latina

### Carrera actoral y televisiva
Debutó como actriz en el programa televisivo Reinas Magas emitido en Canal Trece en 2007 y 2008. Su primera experiencia en cine fue en el largometraje ¿De quién es el portaligas? (2007), dirigido por Fito Páez. Luego integró el elenco estable de la tira de ficción La oveja negra protagonizada por Rubén Rada y María Fernanda Callejón, primera ficción televisiva uruguayo-argentina producida en Montevideo para Latinoamérica.
Entre julio y diciembre del 2009, en el programa Parque Jurásico conducido por Cacho de la Cruz y Julio Alonso en Teledoce, condujo junto a Osvaldo Fattoruso el segmento Cantando en la oficina, que en el año 2010 se convirtió en un programa independiente y Rada continuó en la conducción.
También integró como movilera, desde octubre del 2014, el Magazine de la señal de cable VTV Día a día; pasando a la conducción, junto a Fito Galli y Franklin Rodríguez a partir de mayo del 2015 hasta finales del 2015.
En septiembre de 2020, participa del programa televisivo MasterChef Celebrity Uruguay en Canal 10.
Participa en el programa de actualidad "Mirá Montevideo" que se emite en el canal de aire de la ciudad de Montevideo TV Ciudad, junto a Noelia Campos y Pablo Silvera
Formó parte del nuevo ciclo del Reality gastronómico "Fuego sagrado" en canal 12 junto a otras 17 celebridades uruguayas, el cual dio inicio el 29 de agosto del 2024 siendo la segunda participante en ser eliminada el 5 de setiembre del 2024
El 5 de diciembre del 2024, en el marco del Día Nacional del Candombe, que se celebra el 3 de diciembre de cada año, se estrenó en TV Ciudad un ciclo de 8 programas conducido por Lucila Rada llamado "Montevideo cuna del candombe". Se trata de un proyecto presentado en el marco de los 300 años de Montevideo en coproducción entre TV Ciudad y la productora "Sostenido". 
En los diferentes episodios se abordarán diversos temas como ser la historia del candombe, el tambor, el candombe canción, la problemáticas sociales vinculadas a la afro descendencia, el papel de la mujer en la cultura afro, la estética, el desfile y el concurso desde los diferentes puntos de vista de las personas que serán entrevistadas. Los capítulos emitido podrán verse en el canal de YouTube de TV Ciudad